# Ovatjimba

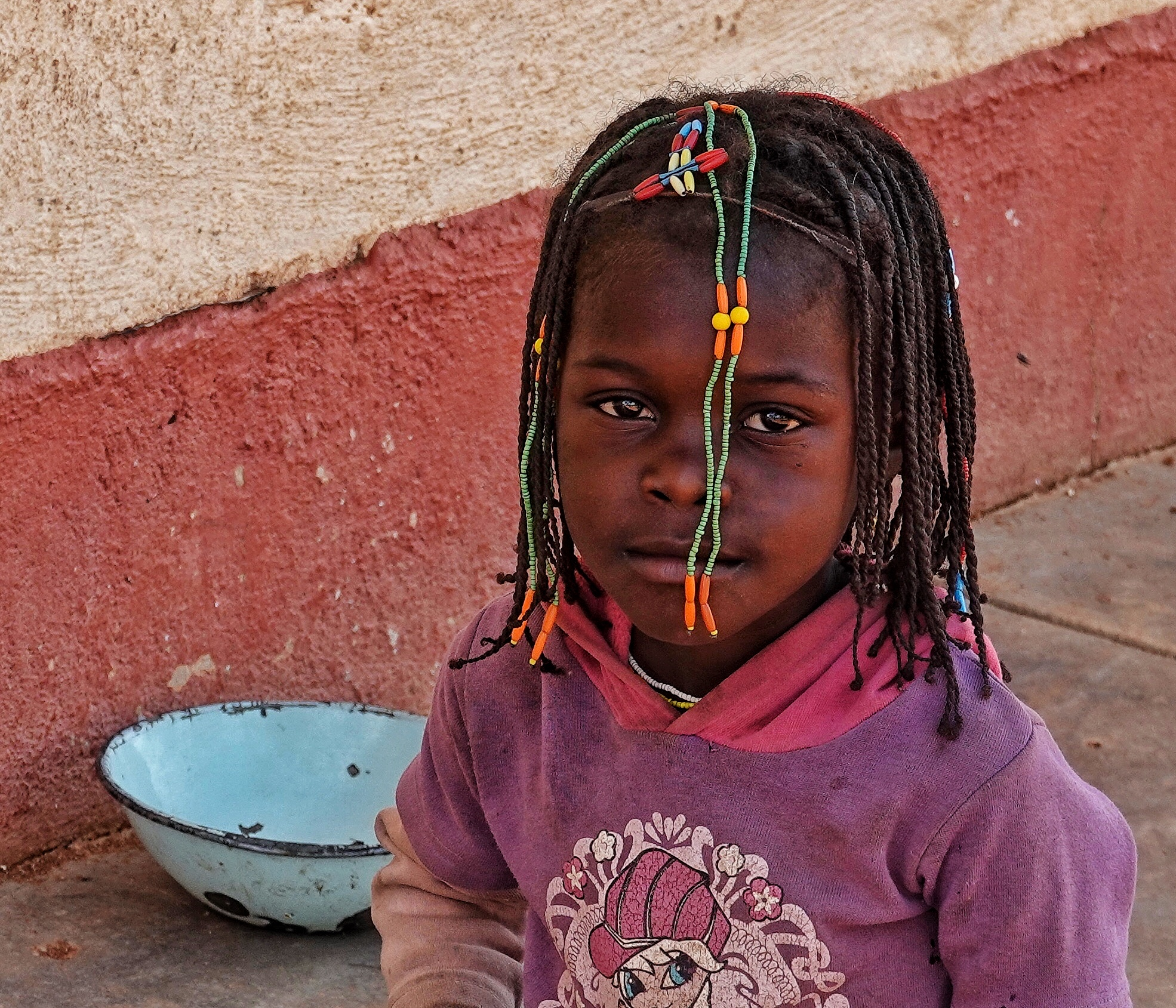
Ovatjimba-Mädchen (2020)

Die Ovatjimba, auch OvaTjimba (singular Tjimba), sind ein indigenes Volk in Namibia. Sie sind ein Hirtenvolk in der Region Kunene im Nordwesten Namibias. Ihr traditionelles Siedlungsgebiet sind die bergigeren Regionen, unter anderem die Baynesberge. Ihre Zahl wird (Stand 2023) mit 3685 angegeben.
Die Ovatjimba werden häufig, ebenso wie die Ovatue, mit den Himba gleichgesetzt, sind aber enger mit den Herero verwandt. Zudem sind sie nicht wie traditionell die Himba nomadisierende Jäger und Sammler. Die Ovatjimba nutzen auch in der heutigen Zeit noch Steinwerkzeuge sowie Adenium boehmianum als Gift für ihre Jagdpfeile.
Sie gelten als eine der marginalisiertesten Gruppen im südlichen Afrika. Die Regierung Namibias fördert die Ovatjimba seit 2007 im Rahmen des San Development Programme. So wurden etwa 300 Ovatjimba-Familien in die Dörfer Ohaihuua, Otjikojo und Otjomuru umgesiedelt. Dort erhielten sie Häuser und Nutztiere und haben Zugang zu Schulen und Gesundheitszentren.